# Philbert Mercéus
Philbert Mercéus (Les Cayes, 10 novembre 1981) è un ex calciatore haitiano, di ruolo centrocampista.

## Carriera

### Nazionale
Ha debuttato in Nazionale il 19 giugno 2009, nell'amichevole Haiti-Panama (1-1), in cui ha messo a segno la rete del momentaneo 1-0. Ha partecipato, con la Nazionale, alla Gold Cup 2009. Ha collezionato in totale, con la maglia della Nazionale, 3 presenze e una rete.

## Statistiche

### Cronologia presenze e reti in nazionale
| Cronologia completa delle presenze e delle reti in nazionale ― Haiti | Cronologia completa delle presenze e delle reti in nazionale ― Haiti | Cronologia completa delle presenze e delle reti in nazionale ― Haiti | Cronologia completa delle presenze e delle reti in nazionale ― Haiti | Cronologia completa delle presenze e delle reti in nazionale ― Haiti | Cronologia completa delle presenze e delle reti in nazionale ― Haiti | Cronologia completa delle presenze e delle reti in nazionale ― Haiti | Cronologia completa delle presenze e delle reti in nazionale ― Haiti |
| Data                                                                 | Città                                                                | In casa                                                              | Risultato                                                            | Ospiti                                                               | Competizione                                                         | Reti                                                                 | Note                                                                 |
| -------------------------------------------------------------------- | -------------------------------------------------------------------- | -------------------------------------------------------------------- | -------------------------------------------------------------------- | -------------------------------------------------------------------- | -------------------------------------------------------------------- | -------------------------------------------------------------------- | -------------------------------------------------------------------- |
| 19-6-2009                                                            | Port-au-Prince                                                       | Haiti                                                                | 1 – 1                                                                | Panama                                                               | Amichevole                                                           | 1                                                                    | 70’ 73’                                                              |
| 23-6-2009                                                            | Saint-Marc                                                           | Haiti                                                                | 0 – 0                                                                | Martinica                                                            | Amichevole                                                           | -                                                                    |                                                                      |
| 8-7-2009                                                             | Washington                                                           | Haiti                                                                | 2 – 0                                                                | Grenada                                                              | Gold Cup 2009                                                        | -                                                                    | 88’                                                                  |
| Totale                                                               |                                                                      | Presenze                                                             | 3                                                                    |                                                                      | Reti                                                                 | 1                                                                    |                                                                      |